# Premna purpurascens
Premna purpurascens là một loài thực vật có hoa trong họ Hoa môi. Loài này được Thwaites miêu tả khoa học đầu tiên năm 1861.